# Victor Schlötzer
Victor Schlötzer (* 1. Dezember 1923 in Suceava; † 1989 in Dresden) war ein deutscher Maler mit bukowinadeutscher Herkunft.

## Leben und Werk
Schlötzer kam 1941 im Rahmen der Umsiedlung von Rumäniendeutschen unter dem Motto „Heim ins Reich“ aus der Bukowina nach Deutschland. Von 1943 bis 1949 nahm er als Soldat der Wehrmacht am Zweiten Weltkrieg teil und war er in Kriegsgefangenschaft.
Von 1953 bis 1956 besuchte er die Arbeiter- und Bauernfakultät an der Hochschule für Bildende Künste Dresden. Danach studierte er bis 1961 an der Hochschule bei Paul Michaelis, u. a. gemeinsam mit Werner Haselhuhn. Mit diesem und anderen Studenten machte er ein Praktikum im Edelstahlwerk Freital, mit dem er nach dem Ende des Studiums einen Werkvertrag hatte. Für sein  Diplom schuf Schlötzer das Tafelbild „Pause vor dem Schmelzofen“.
Nach dem Abschluss des Studiums arbeitete Schlötzer als Mitglied des Verbands Bildender Künstler der DDR in Dresden als freischaffender Maler.

## Werke (Auswahl)

### Tafelbilder
- Kollege Werner (1958, Öl, 73 × 73 cm)

- Winterlandschaft am Geising (1963, Öl auf Hartfaser, 50 × 75 cm; Galerie Neue Meister)[2]
- Neubaugebiet Dresden-Prohlis (1980, Öl, 113,3 × 153,2 cm; Sächsischer Kunstfonds)[3]
- Dresden heute (1990, Öl auf Hartfaser, 90,0 × 120,5 cm; Sächsischer Kunstfonds)[4]

### Druckgrafik
- Szene im Edelstahlwerk Freital (Holzschnitt)[5]
- Dresden (1988, Linolschnitt, 17,5 × 49,6 cm; Sächsischer Kunstfonds)[6]
- Hahnenkampf (Farblithografie)[7]
- Schloss Moritzburg (Holzschnitt)[8]

## Ausstellungsbeteiligungen
- 1961: Berlin, Akademie der Künste (Jahresausstellung 1961. „Junge Künstler. Malerei“)
- 1964: Pillnitz, Schloss Pillnitz, Bezirkskunstausstellung
- 1962/1963: Dresden, Fünfte Deutsche Kunstausstellung
- 1972: Dresden, Bezirkskunstausstellung